# Uğur Şahin
Uğur Șahin (n. 19 septembrie 1965, İskenderun, provincia Hatay, Turcia) este un medic german. Principalele sale interese științifice sunt cercetarea cancerului și imunologia. Din 2006 este profesor de oncologie experimentală la Clinica Medicală III a Universității din Mainz și din 2008, împreună cu soția sa Özlem Türeci, fondator și CEO al companiei Biontech. Șahin este considerat unul dintre principalii dezvoltatori de vaccinuri împotriva COVID-19.El și soția sa aparțin, de asemenea, celor o sută cei mai bogați oameni din Germania.  Revista Forbes estimează valoarea netă a lui Șahin la 5,2 miliarde de dolari.

## Viață și educație
La vârsta de patru ani, Șahin s-a mutat cu mama sa din Turcia pentru a locui cu tatăl său, care lucra la uzina Ford din Köln. Pe lângă fotbal, a fost deosebit de interesat de cărțile de popularizare a științei pe care le împrumuta de la biblioteca bisericii. Șahin și-a luat bacalaureatul în 1984 la Gimnaziul Erich-Kästner din Köln-Niehl, primul absolvent al școlii care era copilul unui gastarbeiter turc. A urmat cursuri avansate de matematică și chimie și a fost șef de promoție. Interesul său pentru imunologie a apărut după un program de televiziune cu medicul și jurnalistul științific Hoimar von Ditfurth. Apoi a studiat medicina la Universitatea din Köln din 1984 până în 1992. Și-a luat doctoratul summa cum Laude în 1992 cu o lucrare de imunoterapie a celulelor tumorale. El și-a urmat conducătorul de doctorat Michael Pfreundschuh la Universitatea Saarland în 1992. Din 1992 până în 1994 a studiat matematica la Fernuniversität Hagen.
Șahin și-a întâlnit viitoarea soție Özlem Türeci în timp ce lucra la Spitalul Universitar Saarland din Homburg, când Türeci era în ultimul an de studiu. Cuplul s-a căsătorit în 2002 și are o fiică.

### Biontech
În 2008 Șahin a fost unul dintre fondatorii companiei de biotehnologie Biontech din Mainz și de atunci este directorul general al acesteia. Biontech se concentrează pe dezvoltarea și fabricarea imunoterapiilor active ale cancerului și a altor boli grave cu o abordare specifică pacientului. Șahin efectuează cercetări mai ales în domeniul medicamentelor pe bază de ARNm utilizate ca imunoterapii individualizate a cancerului, ca vaccinuri împotriva bolilor infecțioase și ca terapii de substituție a proteinelor în cazul unor boli rare. Începând cu aprilie 2020 Biontech a realizat sub conducerea lui Șahin și a soției sale Özlem Türeci vaccinul BNT162b2 împotriva COVID-19. Șahin are mai multe brevete pe care le-a înregistrat în comun cu firma și partenerii săi.
Referitor la cooperarea cu alte companii în ceea ce privește COVID-19, Șahin a declarat: „Cooperarea este în mod absolut cheia acestei provocări globale.”  Șahin se pronunță împotriva vaccinării obligatorii și subliniază importanța caracterului voluntar al acesteia. 
Șahin deține 17,3 % din acțiunile BioNTech SE și avea în decembrie 2020 o avere de peste 5 miliarde de dolari SUA, ceea ce îl face unul dintre cei mai bogați 500 de oameni din lume. 